# Emilio Commisso
Emilio Nicolás Commisso, noto semplicemente come Emilio Commisso (Córdoba, 5 novembre 1956), è un allenatore di calcio ed ex calciatore argentino, di ruolo centrocampista.

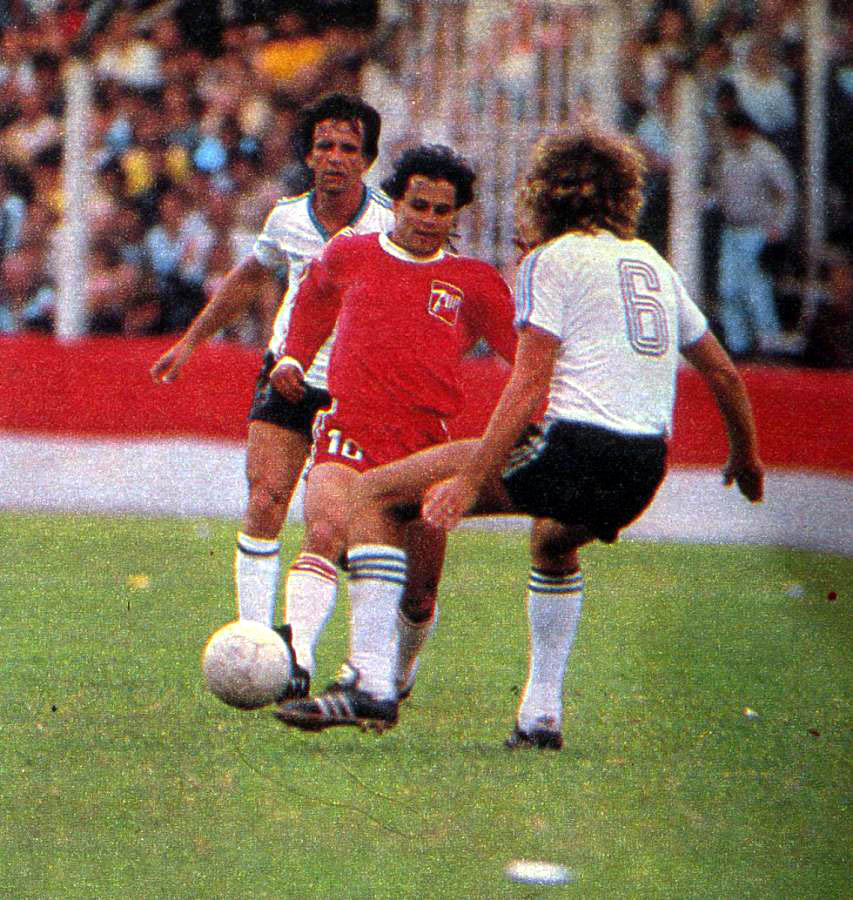
Commisso contro Vargas

Il 17 ottobre 1985 siglò la rete del definitivo 1 a 0 nella finale di andate di Coppa Libertadores contro l'América de Cali. Si ripeté andando a rete anche nello spareggio, contribuendo così alla conquista del primo titolo di campione del Sud America delle Bichos Colorados.

## Palmarès

### Giocatore

#### Competizioni nazionali
- Campionato argentino: 7

River Plate: Metropolitano 1977, Metropolitano 1979, Nacional 1979, Metropolitano 1980, Nacional 1981
Argentinos Juniors: Metropolitano 1984, Nacional 1985

#### Competizioni internazionali
- Coppa Libertadores: 1

Argentinos Juniors: 1985
- Coppa Interamericana: 1

Argentinos Juniors: 1985